# Brøleaber
Brøleaber (Alouatta), også kaldet brølaber, er en slægt af primater i familien Atelidae. De findes overvejende i Mellem- og Sydamerika og er kendt for deres høje brølen, som oftest forekommer tidligt om morgenen. Brøleaber lever af blade og anden planteføde. Slægten omfatter 12 arter.

## Beskrivelse
Brøleaber har en kropslængde på 60 til 90 centimeter og en lige så lang gribehale. Vægten ligger på mellem 4 og 10 kilogram. Der er stor kønsforskel med hensyn til vægten, idet hanner vejer markant mere end hunner. Hos den sorte brøleabe er der også forskel på pelsfarven hos de to køn. Ansigtet er nøgent og mørkt. Lemmerne er relativt lange og kraftige, arme og ben er af cirka samme længde. Tommelfingeren er svagt udviklet, men er til stede i modsætning til hos andre nærtstående arter.

## Udbredelse
Brøleaber lever på det amerikanske kontinent, fra det sydlige Mexico over amazonområdet til det nordlige Argentina. De enkelte arter har i stort omfang en allopatrisk udbredelse, det vil sige at deres udbredelsesomårder ikke overlapper hinanden. Disse primater forekommer i mange forskellige skovtyper. De findes både i regnskove, i tørre løvskove, i bjergskove op til 3200 meter over havet og sågar i det savannelignende Cerrado-landskab.

## Levevis
Ofte opholder hanner og hunner sig i forskellige dele af træerne. Mens hannerne opholder sig i trækronerne, er hunnerne hellere i de nedre dele af træet. Som andre bladædere har brøleaber lange hvilepauser i løbet af dagen.
De lever sammen i grupper på oftest 5 til 20 dyr, der består af flere kønsmodne hanner og hunner. Hvis der i gruppen er mindre end tre til fire hunner per han, så bortjager de ældre hanner underordnede eller unge hanner fra gruppen. Inden for gruppen findes et strengt hierarki mellem hannerne. Brøleaber er ikke udpræget territoriehævdende, og forskellige gruppers territorier kan overlappe hinanden meget. Kun et kerneområde forsvares og bliver markeret med brølen.

### Brølen
Brøleaberne har deres navn fra deres højlydte brøl, som begge køn kan udstøde og som kan høres i flere kilometers afstand. Deres brølen tjener først og fremmest til kommunikation mellem forskellige grupper. Det kan være meget larmende, når alle hanner i en gruppe brøler samtidig og når samtidig disse brøl besvares af andre dyr. Brøleaber gør på den måde opmærksom på deres tilstedeværelse over for andre grupper. En anden grund for deres brølen er muligvis, at enkelte dyr forsøger at tilslutte sig en gruppe – der er relativt stor udveksling mellem grupperne – og ved hjæp af brølen signalerer deres tilstedeværelse og også ved brølen får svar på om de er velkomne i gruppen.

### Føde
Som næsten alle vestaber er brøleaber rene planteædere. Deres hovedernæring er blade, der udgør mellem 52 til 77 procent af føden gennem året. Afhængig af årstiden æder de desuden frugt og blomster. Af og til kommer de ned på jorden for at drikke eller æde jord.

### Formering
Alle arter har en drægtighedsperiode på omkring seks måneder og der fødes normalt kun en enkelt unge. I den første tid klamrer ungen sig til morens bug, senere rider den på hendes ryg. Ifølge en undersøgelse skyldes 44 procent af alle dødsfald blandt unger at de bliver dræbt af ældre hanner i gruppen. De andre hunner (især dem uden egne unger) tager sig også af ungerne, også faren lader ungen ride på sin ryg. I en alder af cirka 10 måneder bliver ungen fravænnet. Hunner er kønsmodne efter tre til fire år, mens det for hanner er efter fem år. Det varer dog oftest yderligere nogle år, før hannerne er steget så højt op i hierarkiet at de kan formere sig.

## Trusler
Brøleabers naturlige fjender omfatter kattedyr som ozelot eller margay og rovfugle som harpy. Fældning af træer for tømmer i mange skove har betydet, at brøleabernes levesteder er blevet mindre og mere opdelte. Jagt har en mindre betydning. På grund af deres tilpasningsevne og deres små territorier klarer brøleaber sig dog bedre i forholdt til de formindskede levesteder end mange andre amerikanske primater.

## Arter
Slægten af brøleaber opdeles i øjeblikket (per 2015) i 12 arter.
- Alouatta arctoidea
- Alouatta belzebul
- Sort brøleabe, Alouatta caraya
- Alouatta discolor
- Alouatta guariba
- Alouatta macconnelli
- Alouatta nigerrima
- Kappebrøleabe, Alouatta palliata
- Guatamala-brøleabe, Alouatta pigra
- Alouatta sara
- Rød brøleabe, Alouatta seniculus
- Alouatta ululata